# Pardosa hokkaido
Pardosa hokkaido este o specie de păianjeni din genul Pardosa, familia Lycosidae, descrisă de Tanaka și Suwa, 1986. Conform Catalogue of Life specia Pardosa hokkaido nu are subspecii cunoscute.